# Britannia Hospital
Britannia Hospital is een Britse filmkomedie uit 1982 onder regie van Lindsay Anderson.

## Verhaal
De verslaggever Mick Travis maakt een reportage over het ziekenhuis Britannia. Op een dag bezoekt de koningin-moeder het ziekenhuis om er een nieuwe vleugel te openen. Daar voert professor Millar sinistere experimenten uit. Het bezoek loopt uit de hand.

## Rolverdeling
| Acteur            | Personage              |
| ----------------- | ---------------------- |
| Leonard Rossiter  | Vincent Potter         |
| Brian Pettifer    | Biles                  |
| John Moffatt      | Greville Figg          |
| Fulton Mackay     | Hoofdcommissaris Johns |
| Vivian Pickles    | Directrice             |
| Barbara Hicks     | Juffrouw Tinker        |
| Graham Crowden    | Professor Millar       |
| Jill Bennett      | Dr. MacMillan          |
| Peter Jeffrey     | Sir Geoffrey           |
| Marsha A. Hunt    | Zr. Amanda Persil      |
| Catherine Willmer | Dr. Houston            |
| Mary MacLeod      | Verpleegster           |
| Joan Plowright    | Phyllis Grimshaw       |
| Robin Askwith     | Ben Keating            |
| Dave Atkins       | Sharkey                |
| Arthur Lowe       | patiënt                |